# Procontarinia schreineri
Procontarinia schreineri är en tvåvingeart som beskrevs av Harris 1991. Procontarinia schreineri ingår i släktet Procontarinia och familjen gallmyggor. Inga underarter finns listade i Catalogue of Life.